# Пауль Тілліх
Пауль Йоханнес Тілліх (нім. Paul Johannes Tillich; англ. Paul Johannes Tillich; 20 серпня 1886, Штарцедель, Бранденбург, Пруссія, Німецька імперія — 22 жовтня 1965, Чикаго, США) — німецько-американський протестантський теолог і філософ-екзистенціаліст, представник діалектичної теології. Вважається одним з найбільш впливових теологів XX століття.
Відомий екзистенційною книгою Мужність бути (1952). Як теолог, найбільш відомий трьохтомною працею «Систематична теологія» (1951—1963), що розкриває «метод кореляції», за допомогою якого Тілліх прагнув витлумачити християнські символи одкровення як відповіді на питання людського існування, раніше підняті екзистенціалізмом.

## Біографія
Народився 20 серпня 1886 року в селищі Штарцеддель в провінції Бранденбург Німецької імперії (нині територія Польщі). Батьком, Йоханнес Тілліх, був консервативним лютеранським пастором Євангельської державної церкви старших Провінцій Пруссії. Мати — Матильда Дерсілен родом з Рейнської області, що дотримувалась ліберальних християнських поглядів. Пауль був старшим з трьох дітей, мав двох сестер: Йоханну та Елізабет. Він виховувався в традиціях лютеранства та класичної німецької культури свого часу, батько був для Пауля великим авторитетом.
Коли Паулю було 4 роки його батько став суперінтендентом дієцезії Бад-Шонфліз. Тут він навчався в початковій школі, де проникнувся ідеями гуманізму, а в 1898 році продовжив навчання в гімназії Кенігсбергу в Ноймарку. Почуваючись самотнім, Пауль заглибився в читання Біблії, цікавився античною та класичною німецькою філософією. В 1900 році Йоханнеса перевели в Берлін, тож наступного року Пауль до тамтешньої школи, котру закінчив в 1904 році. У вересні 1903 року його мати померла від раку.

### Освіта
Пауль навчався в декількох університетах Німеччини — в 1904 році вступив в Берлінський університет, в 1905 році в Тюбінгенський, в 1905—1907 роках навчався в Університеті Галле. Впродовж життя він відчував духовну близькість із батьком, але прагнув власними зусиллями обґрунтовувати для себе спільні з ним погляди.
У 1910 році Тілліх здобув вчений ступінь доктора філософії в Вроцлавському університеті, а в 1912 — доктора теології. Обидва за дисертації з філософії Шеллінга. В 1912 році став ліцензіатом теології в Університеті Галле. Наступного року став пастором Євангельської церкви Німеччини в провінції Бранденбург. 1914 року одружився з Маргаритою Вівер.

### Кар'єра в Німеччині
Упродовж Першої світової війни Тілліх служив капеланом в артилерійському полку, поділяв німецький патріотизм, але з часом розчарувався у ньому. Був присутній на Верденській битві — найбільшій битві Першої світової війни. Останні роки війни Тілліх переживав як крах європейської цивілізації, на зміну якій має прийти інший лад, в становленя котрого він може зробити внесок. В цей час він прийшов до думки про «безумовну віру» без віри в Бога, що потім було розвинуто в праці «Мужність бути».
Після війни Тілліх зблизився з богемою, цікавився новітнім мистецтвом та психологією. Намагаючись поєднати традиції та новаторство, став ідейним противником теолога Карла Барта. В 1919 році Пауль і його перша дружина Маргарита розлучилися через подружню зраду останньої. Невдовзі, він зустрів Ханну Вернер-Готтшоу, раніше також розлучену, яка в 1924 році вийшла за нього заміж і народила дитину.
У 1919—1924 роках викладав як приват-доцент теологію в Берлінському університеті. Впродовж 1924—1925 років був професором теології в Марбурзькому університеті, де почав створювати свою систематичну теологію. У 1925—1929 роках — професор теології у Дрезденському технічному університеті та Лейпцизькому університеті, а в 1929—1933 роках — Франкфуртського університету.

### Переїзд до США
За критику нацистської ідеології Пауля Тілліха було відсторонено від викладання. Та вже влітку 1933 року Німеччину відвідав Рейнгольд Нібур, який запропонував Тілліху викладати в Нью-Йоркській об'єднаній теологічної семінарії. Тілліх приєднався до спілки, що склалася навколо Нібура. Викладав у семінарії в 1933—1955 роках як запрошений професор філософії релігії. У 1933—1934 роках він також викладав у Колумбійському університеті. В Об'єднаній теологічній семінарії Тілліх здобув визнання, опублікував ряд праць, де виклав свою синтетичну протестантську теологію та філософію екзистенціалізму. У 1936 році вийшла друком монографія «Про межу». В 1937 році Пауль уклав довічний контракт з семінарією, а в 1940 році став професором філософської теології і отримав американське громадянство.
У 1947 році Тілліх вперше після від'їзду відвідав Німеччину, згодом ще кілька разів приїжджав на батьківщину, читаючи лекції. В 1948 році було опубліковано збірку есе «Протестантська ера» та «Струс основ», яка принесла йому широке визнання. Найзначнішим з творів мислителя стала тритомна «Систематична теологія», яка принесла Тілліху загальне визнання в науковому світі, а також монографія «Мужність бути». Після виходу першого тому «Систематичної теології» Тілліх отримав запрошення читати в 1953—1954 роках престижні Гіффордові лекції в Абердинскому університеті.
У 1955 році Тіллі перейшов до Гарвардської школи богослів'я, де здобув вище професорське звання університетського професора Гарвардського університету. В 1961 році Тілліх став одним із засновників тамтешнього Товариства мистецтв, релігії і сучасної культури. В цей же час ним були опубліковані два останніх томи «Систематичної теології».
Помер 22 жовтня 1965 року в Чикаго, штат Іллінойс. Його прах було розвіяно в парку міста Нью-Гармоні, штат Індіана, названого на його честь.

## Погляди та теологія
Див. також: Систематична теологія (Тілліх)

### Бог
Бог для Тілліха є самобуттям. Він писав:
Бога не існує. Бог — це самобуття, крім сутності та існування. Доводити існування Бога, значить заперечувати Його, а заперечувати існування Бога, значить доводити Його. 

Все, що ми говоримо про Бога, є символічним.
Протягом більшої частини своєї діяльності Тілліх пропонує онтологічний погляд на Бога як саме буття, основу буття та силу буття, у якому Бог є поза сутністю та існуванням. Він критично ставився до концепцій Бога як істоти (наприклад, найвищої істоти), а також до пантеїстичних концепцій Бога як універсальної сутності. Традиційна середньовічна філософська теологія у творчості таких діячів, як св. Ансельм, Дунс Скот і Вільям Оккам прагнула розуміти Бога як найвищу існуючу істоту яким можуть бути приписані предикати, такі як всемогутність, всезнання, всюдисущість, доброта, праведність, святість тощо. 
Аргументи за і проти існування Бога передбачають таке розуміння Бога. Тілліх критично ставиться до цього способу дискурсу, який він називає «теологічним теїзмом», і стверджує, що якщо Бог є істотою, навіть якщо це найвища істота, Бога не можна правильно назвати джерелом усього буття. Більше того, щодо існування та сутності Бога Тілліх показує, якими труднощами постає спроба Фоми Аквінського «підтримати істину про те, що Бог є поза сутністю та існуванням, водночас доводячи існування Бога».
Гріх, на думку Тілліха, не є просто порушенням зовнішніх законів і заповідей, він його трактує як екзистенційне відчуження: в гріху людина втрачає себе і усвідомлює втрату в ситуації страху та відчаю. Зображення «нової істоти», що долає демонічні механізми соціального та особистого відчуження для Тілліха виступає Ісус Христос.

### Віра
Тілліх стверджував, що сміливість прийняти безглуздість у себе передбачає відношення до основи буття: абсолютної віри. Абсолютна віра може вийти за рамки теїстичної ідеї Бога.

### Христологія
Він характеризував теологію як «методологічну інтерпретацію змісту християнської віри». Це означає, що християнську віру слід інтерпретувати і її може трактувати лише розум. Як і Тома Аквінський, Тілліх намагався показати, як одкровення можна примирити з розумом, оскільки врешті-решт не може бути непереборного конфлікту між ними. Його розуміння релігії відзначило важливість символізму, і він вважав, що розум відіграє роль інтерпретації одкровення через «справжні» символи. «Справжні» знаки були для Тілліха вираження нескінченних через остаточний. Наслідки Його христології, звичайно, були значною мірою рівномірною ухилені, з його точки зору, що Христос не може бути ототожненим з Богом у будь-якому буквальному сенсі, а скоріше символічним одкровенням від Бога, яким має бути людства. 

### Біблійні символи
Тілліх екзистенційно інтерпретував біблійні символи. 
Наприклад: «Диво — це екстаз реальності» або  «Хрест Христа — це хрест того, хто подолав смерть екзистенційного відчуження». 

### Політичні погляди
Тілліх підтримував політику соціалізму та став учасником релігійних соціалістичних кіл після Першої світової війни. У 1919 році він був співавтором памфлету, в якому закликав християнських лідерів із соціалістичними нахилами „увійти в соціалістичний рух, щоб прокласти шлях для майбутнього союзу“ християнства і соціалістичного суспільного ладу». Тілліх вважав, що чистий правий капіталістичний індивідуалізм несумісний з християнською етикою. Теолог не був комуністом, але він визнавав соціальну філософію Карла Маркса.
Тілліх розглядав лібералізм як переплетений з капіталізмом, стверджуючи, що він дарував свободу капіталістичному класу, не звільняючи маси, і вважав, що він відігравав ключову роль у руйнуванні традиційних соціальних зв'язків, у тому числі релігійних, а також у просуванні колоніалізму та рабства. Однак він позитивно ставився до індивідуалізму, раціоналізму та егалітаризму лібералізму і вважав, що вони невіддільні від демократії, незважаючи на напруженість між ними. Він вважав, що зв'язок між лібералізмом і капіталізмом має бути розірваний для того, щоб прагнення лібералізму до свободи були реалізовані, виступаючи за прийняття демократичного соціалізму як альтернативи.

## Родина
Перший шлюб. У 1914 році одружився з Маргарит («Гріті») Вівер (1888-1968). У 1919 році Пауль і Грета розлучилися після того, як було встановлено, що дитина народжена не від Тілліха.
Другий шлюб. Тоді ж він зустрів художницю і письменницю Ханну Вернер-Готтшоу, пізніше — Тілліх; 17 травня 1896—27 жовтня 1988), яка в 1924 вступила з ним у шлюб і народила двох дітей. У шлюбі з Ханною у Тілліха народилися:
- В Дрездені, дочка Крістіана Тілліх (у шлюбі — Ертмунд; 17 лютого 1926—26 березня 2016)[23].
- А також, уже в Нью-Йорку, син Рене Стівен Тілліх (1935—2010)[23].

## Основні праці
- «Релігійна ситуація» (нім. Die religiose Lage der Gegenwart, 1925);
- «Інтерпретація історії» (англ. The Interpretation of History, 1936);
- «Протестантська ера» (англ. The Protestant Era, 1948);
- «Струс основ» (англ. The Shaking of the Foundations, 1948);
- «Систематична теологія» (англ. Systematic Theology, перший том у 1951);
- «Мужність бути» (англ. The Courage to Be, 1952);
- «Любов, влада та правосуддя: онтологічний аналіз та етичне застосування» (англ. Love, Power, and Justice: Ontological Analysis and Ethical Applications, 1954);
- «Біблійна релігія та пошуки абсолютної реальності» (англ. Biblical Religion and the Search for Ultimate Reality, 1955);
- «Нове буття» (англ. The New Being, 1955);
- «Динаміка віри» (англ. The Dynamics of Faith, 1957);
- «Теологія культури» (англ. Theology of Culture, 1959);
- «Християнство і зіткнення світових релігій» (англ. Christianity and the Encounter of the World Religions, 1963);
- «Вічність зараз» (англ. The Eternal Now, 1963);
- «Моральність і поза нею» (англ. Morality and Beyond, 1963);
- «Мої пошуки абсолюту» (англ. My Search for Absolutes, 1967) — опубліковано посмертно.